# 風溼熱
風濕熱（英語：rheumatic fever）或急型風濕熱（acute rheumatic fever，ARF）是會侵犯關節、皮膚、心臟和腦部的發炎性疾病。病情最早的描述出現在西元前五世紀希波克拉底的著作。此病因其症狀類似一些風濕性疾病，故稱之。

## 症狀
該疾病會在喉嚨感染後的二至四週後發生。臨床症狀包括發燒、多處關節疼痛、不自主肌肉動作，以及會發癢但不常見的皮疹，稱為風濕性邊緣性皮疹，超過一半之臨床案例會侵犯心臟。若造成永久心臟瓣膜受損則稱為風濕性心臟病（rheumatic heart disease，RHD）通常是多次風濕熱後出現，但也有單一次風濕熱後就出現的案例。瓣膜受損會導致心臟衰竭，瓣膜異常也會增加心房顫動及感染性心內膜炎的風險。

## 原因
急性風濕熱可能伴隨化膿性鏈球菌感染喉嚨後出現。若沒有治療則有多達3%患者會有急性性風濕熱。一般認為此機制和產生抗體對抗自身組織有關。有些人因其基因型較容易因暴露到此菌而得此病。危險因子包括營養不良和貧窮。 診斷急性風濕熱可由症狀的出現和其他最近鏈球菌感染之證據來判斷。

## 預防及治療
链球菌性咽炎的治療可使用抗生素，如盤尼西林（青黴素类）等，以降低日後誘發風濕熱的風險。在此方面，喉嚨痛的感染篩檢對於風濕熱的事前預防相當重要，然而開發中國家通常無法實行。其他預防方法包含改善衛生。在風溼熱和風濕性心臟病病程延宕的患者，醫師有時會延長抗生素的使用時間。即便逐漸康復的患者也有再次發生的可能性，一旦風溼熱惡化為風濕性心臟病，則治療上的難度會增加。有時患者會需要瓣膜移植手術，其他併發症則循一般指引治療。

## 流行病學
每年有三十二萬五千名兒童會得到急性風濕熱，且目前約3340万人有風濕性心臟病。有急性風溼熱的年齡介於五歲到十四歲，約百分之二十人於成年第一次得到此病。此病常見於開發中國家的人民和已開發國家的原住民。2013年造成二十七萬五千人死亡，較於1990年的三十七萬四千人低。大部分死亡發生在開發中國家，有12.5%患者因病而過世。